# Petri Mór
Petri Mór (Tasnádszarvad, 1863. július 11. – Budapest, 1945. március 2.) költő, tanár.

## Életútja, munkássága
1863. július 11-én született az akkor Szilágy vármegyéhez, ma Szatmár megyéhez tartozó Tasnádszarvadon, református nemesi családban. Apja hollómezei Petri (Petrikás) László birtokos, volt 1848-49-es honvéd, anyja Gúthy Teréz. Öt nővére volt, kiket édesanyja kívánságára neki kellett férjhez adnia. Élete végéig nőtlen maradt.
A gimnázium első osztályát magánúton végezte, majd Zilahra, a református kollégiumba járt. 1881-ben érettségizett, majd a budapesti egyetemre iratkozott be, ahol 1886-ig természettani, mennyiségtani tárgyakat, később pedig magyar, latin, nyelvészeti, irodalomtörténeti, ugor összehasonlító nyelvészeti, művészettörténeti és esztétikai előadásokat hallgatott.
1884-1885-ben elnyerte a főváros 300 forintos jubiláris ösztöndíját, s a tanév végéig a Szabó Lajos rákospalotai magán nevelőintézetben mennyiségtant tanított. Iskoláit elvégezve 1886-ban, 23 éves korában segédtanár lett.
1889-ben szerezte meg a tanári oklevelet, ekkor Zilahon a református kollégiumban lett tanár, ahol Ady Endrének is magyar tanára volt. 1889–1994 között a Szilágy című zilahi lapot szerkesztette.
1894-től tanfelügyelő volt Szilágy vármegyében, 1905-től a Vallás-és Közoktatási Minisztérium tisztségviselője volt, 1907-től pedig Pest vármegye tanfelügyelője lett. Több tankönyvet is (nyelvtan, stilisztika) szerkesztett. 
Élénken részt vesz a társadalmi és jótékonysági mozgalmakban, a vármegyei, városi és egyházi életben. Tagja volt a törvényhatósági bizottságnak és Zilah város képviselőtestületének. 1889-94-ig, majd ismét 1897-től az erdélyi református egyházkerület képviselője, 1887-től a szilágyszolnoki református egyházmegye világi tanácsbirája volt. Az erdélyi irodalmi társaság 1892. június 11-én rendes taggá választotta; ülésein többször olvasta föl költeményeit. 1897-től a szilágymegyei Wesselényi-egylet elnöke. Tanfelügyelősége alatt szaporodtak az állami iskolák és modern iskolaházak létesültek. Felsőbb népoktatási intézeteket is szervezett. 1903-ban Németországban, 1904-ben Romániában tett tanulmányutat. 1922–1924 között ismét a minisztériumban dolgozott. 1929–1934 között a Petőfi-ház igazgatója volt.
Élete 82. évében, 1945. március 2-án halt meg Budapesten.

## Művei
Több verseskötete jelent meg, de versei közül egy rész máig kiadatlan, s a Petőfi Irodalmi Múzeum kézirattárában található. Versei különböző lapokban láttak napvilágot 1879-től, így a Krassó-Szörényi Lapokban (1879), Képes Családi Lapokban (1882-90), Hölgyek Lapja (1883-88), Vasárnapi Ujság (1884-1885, 1887), Koszorú (1884-86), Pesti Napló (1884-85, 1904), Kolozsvár, (1888), Magyar Nők Lapja (1892), A Hét (1892), Fővárosi Lapok (1893), Magyar Geniusz (1893) stb.
Fő műve a 6 kötetben kiadott, közel ötezer oldalas Szilágy vármegye monográfiája volt.

## Társasági tagságai
- 1892. június 11-én az erdélyi irodalmi társaság választotta rendes tagjává.
- 1897-től a Szilágy megyei Wesselényi-egylet elnöke.
- 1921-ben tagja lett a Petőfi Társaságnak.

Tagja volt még a Lafontaine-, a Magyar Történelmi-, a Magyar Irodalomtörténeti, valamint a lengyel–magyar kapcsolatok ápolását célul tűző Magyar Mickiewicz Társaságnak is.

## Főbb művei
- A magyar lyra történeti fejlődése a legrégibb kortól a XVI. század végéig (Zilah, 1887)
- Költemények (Bp., 1892)
- A két szomszédvárról (Zilah, 1894)
- Szilágy vármegye monográfiája (I-VI. Bp., 1901-1904) MEK REAL-EOD
- Báró Wesselényi Miklós és munkái (Kolozsvár, 1903)
- Magyar szonettek (Bp., 1933)
- Vándor a kertajtónál (versek, Bp., 1936)
- Naplemente fáklyalángja (versek, Bp., 1941)
- Várballadák és modern balladák (Bp., 1943)
- A boldogság triolettjei (versek, Bp., 1943)

## Emlékezete
- Az Erdélyi Múzeum-Egyesület Zilah és vidéke csoportja Petri Mór-díjat alapított a kultúra és közélet területén végzett tevékenységért. A bogdándi és szilágynagyfalusi általános iskola felvette Petri Mór nevét.[3]

- Emlékére 2022-ben emlékoszlopot avattak Tasnádszarvadon.[4][5]